# Hamilcar Barca
Pour les articles homonymes, voir Hamilcar et Barca.
Hamilcar Barca ou Barcas, né à Carthage vers 290 av. J.-C. et mort en 228 av. J.-C., est un homme d'État et général carthaginois, originaire de la région de Cyrène. Fondateur de la dynastie des Barcides, il est le père du célèbre général Hannibal, ainsi que de Hasdrubal et Magon.
Il a commandé le débarquement des troupes carthaginoises en Sicile de 247 av. J.-C à 241 av. J.-C, vers la fin de la première guerre punique. Il s'est retiré en Afrique après la défaite de Carthage et la conclusion du traité de paix en 241. Lors de la guerre des Mercenaires en 240 av. J.-C, il est rappelé et met fin au conflit. À partir de 237, il mène durant huit ans une expédition en Espagne. Il meurt au combat en 228 av. J.-C.

## Première guerre punique

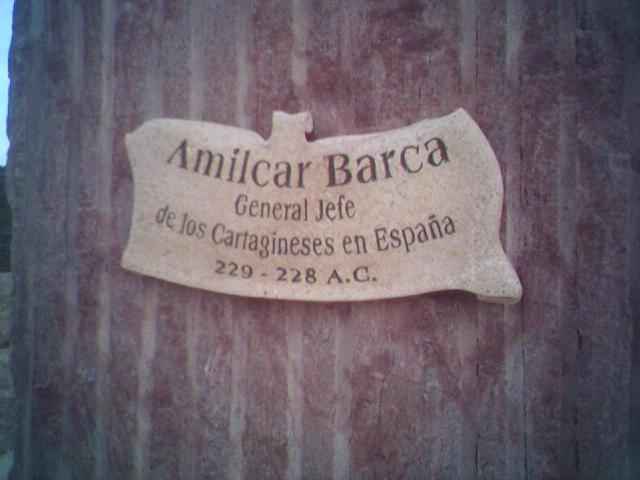
Détail du monolithe commémorant la mort d'Hamilcar à Elche de la Sierra (Castille-La Manche).

Hamilcar (en punico-phénicien ḥmlqrt « frère de Milqart ») était un nom courant à Carthage. Le nom Barca (Brq ou Baraq) signifie « la foudre » et a gardé ce sens en arabe et en hébreu.
Il se distingue pendant la première guerre punique en 247 av. J.-C., quand il assure le commandement de l'armée carthaginoise en Sicile qui est alors presque entièrement aux mains des Romains. Débarquant soudainement au nord-ouest de l'île avec une petite force de mercenaires, il saisit une position forte sur le mont Heirktê (Monte Pellegrino près de Palerme). Non seulement, il parvient à la maintenir contre toutes les attaques mais il porte ses incursions jusqu'à la côte de l'Italie du Sud. En 244 av. J.-C., il transfère son armée à une position semblable sur les pentes du mont Éryx (Monte San Giuliano), desquelles il peut prêter appui aux garnisons assiégées dans le port voisin de Drépane (actuel Trapani). Après la défaite carthaginoise aux îles Égades et la signature de la paix avec Caius Lutatius Catulus en 241 av. J.-C., la troupe invaincue d'Hamilcar peut partir de Sicile et regagner l'Afrique.

## Guerre des Mercenaires
Cette défaite, imputée aux généraux aristocratiques carthaginois, provoque de nombreux mécontents, principalement chez les mercenaires venus réclamer leur solde mais aussi de la part des paysans libyens asservis et des citoyens que le déclin de la flotte carthaginoise touche directement. Il s'ensuit une révolte, appelée guerre des Mercenaires, qui a inspiré à Gustave Flaubert le roman Salammbô, dominé par la figure de l'héroïne éponyme.
Les mercenaires, des esclaves fugitifs et des paysans pauvres, dirigés par le Libyen Mathó, le Gaulois Autarite et l'esclave campanien Spendios, font le siège de Carthage et s'emparent de quelques autres cités comme Utique et Hippo Diarrhytus. Hamilcar Barca réussit à faire sortir ses bateaux du port puis, par une guerre de harcèlement, conduit les révoltés dans une vallée déserte (appelée défilé de la Scie) où, avec l'aide du prince numide Naravas, il les extermine en 237 av. J.-C.. Après ce succès, Hamilcar jouit d'une telle influence parmi les milieux populaires et patriotiques que ses adversaires ne parviennent pas à lui refuser le commandement en chef de l'armée, ni l'empêcher de s'imposer comme le maître de Carthage.
Après le recrutement et l'entraînement d'une nouvelle armée lors de quelques incursions en Numidie, il prend la tête d'une expédition en Hispanie (236 av. J.-C.) où il espère gagner un nouvel empire pour compenser la perte de la Sicile et de la Sardaigne et pour servir de base pour une campagne de vengeance contre les Romains. En huit ans, par la force des bras et de la diplomatie, il établit un vaste territoire carthaginois en Hispanie, riche en ressources minières, protégé par une armée composée pour l'essentiel des redoutables guerriers ibériques. Mais sa mort prématurée lors du siège d'Héliké (actuelle Elche de la Sierra) lors de l'hiver 229 av. J.-C.-228 av. J.-C. met fin à ses projets. Selon les sources, il aurait soit été transpercé d'une flèche alors qu'il faisait une retraite et traversait la rivière Júcar en crue (après avoir mis en sûreté son fils et ses lieutenants) : il se serait alors noyé ; selon d'autres sources, Orissus, le chef de la tribu Oretani, qui était venu pour aider la cité assiégée, aurait lancé des chariots sur les positions carthaginoises puis les aurait enflammés et Hamilcar serait mort dans la mêlée ; enfin, la dernière explication serait qu'il serait tombé dans une autre bataille contre une autre tribu dont le nom ne nous serait pas parvenu.

## Héritage
Hamilcar a surpassé de loin les Carthaginois de son époque en compétence militaire et en diplomatie, ainsi qu'en patriotisme.
De ces qualités, il a été surpassé seulement par son fils Hannibal Barca qu'il avait imprégné de sa haine pour Rome et qu'il avait formé pour être son successeur.
Son gendre, Hasdrubal le Beau, lui succède entre 228 av. J.-C. et 221 av. J.-C.. Avec l'aide de son jeune beau-frère Hannibal, il s'emploie à étendre cette domination et lui donne sur la côte méditerranéenne une véritable capitale, Carthagène (Nouvelle Carthage).
Il a fait réaliser les jardins d'Hamilcar qui se trouvaient à Mégara, un faubourg de Carthage.

## Fausse attribution

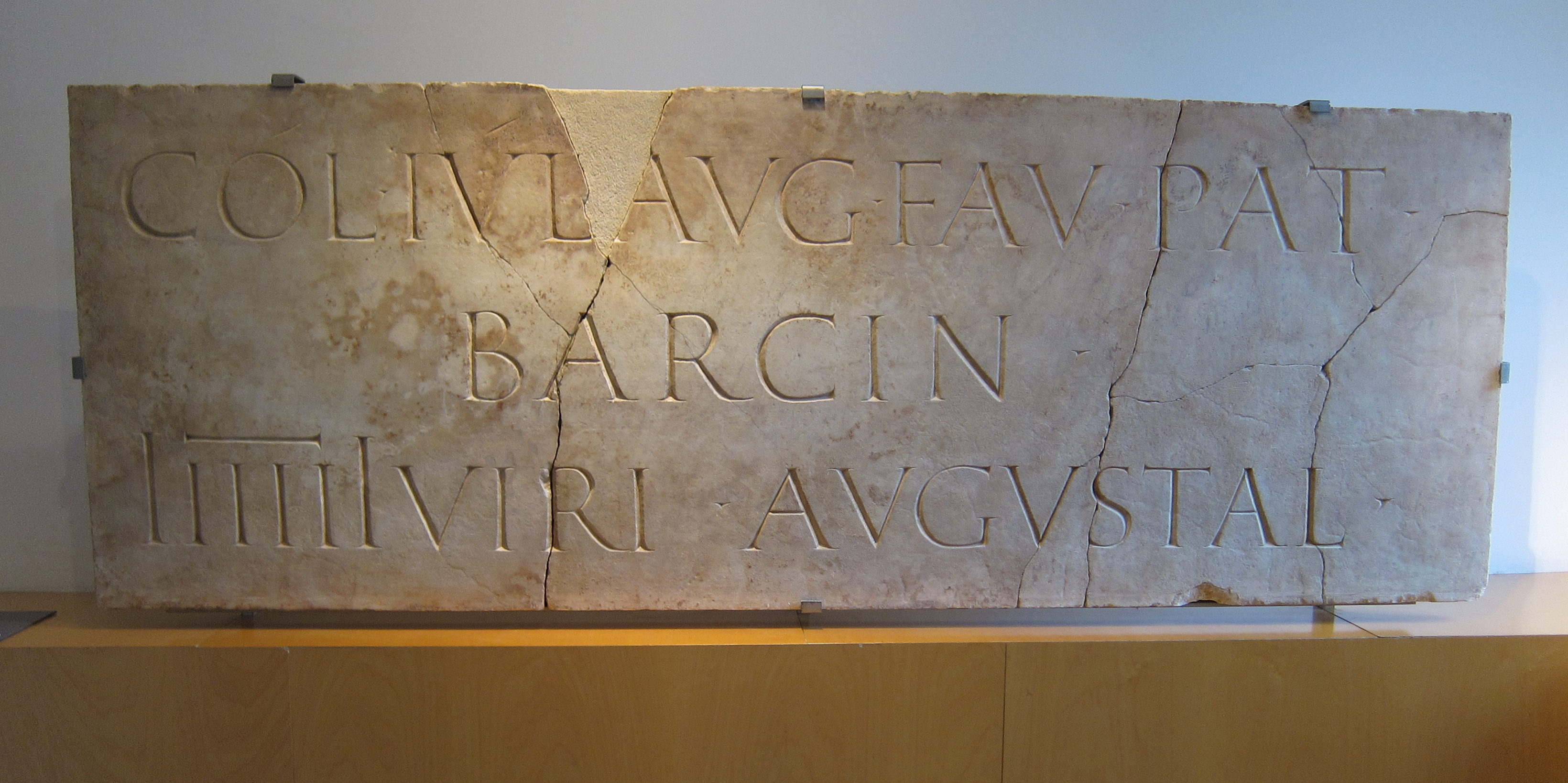
Inscription sur marbre COL(onia) JVL(ia) AVG(usta) FAV(entia) PAT(erna) BARCIN(o) en abrégé.

Une légende ancienne et répandue attribue aux Barcides en général, à Hamilcar Barca ou Hannibal en particulier, la fondation de la cité catalane de Barcelone (en espagnol Barcelona).
Cependant, des fouilles archéologiques menées à Barcelone ont permis d'établir la réalité historique de l'origine du nom Barcino (toponyme original de Barcelona), comme étant une colonie fondée non pas par un Barcide, mais par l'empereur romain Auguste en 10 av. J.-C., ainsi que le montre l'inscription Colonia Iulia Augusta Fauentia Paterna Barcino. Il existait toutefois déjà avant cette colonie romaine un établissement antérieur ibère nommé Barkeno et peut-être un établissement encore antérieur punique ou phénicien.
De plus, l'étude des textes anciens démontre que, lors de la marche sur Rome, l'itinéraire d'Hannibal ne s'est guère approché de Barcelone.